# Solsidan (säsong 4)
Den fjärde säsongen av Solsidan, en svensk TV-serie skapad av Felix Herngren, Jacob Seth Fransson, Ulf Kvensler och Pontus Edgren, hade premiär 20 oktober 2013 på TV4 och Yle Fem. Liksom förra säsongen sändes programmet samtidigt i Finland på Yle Fem. Säsongen släpptes på DVD och Blu-ray 18 december 2013.

## Handling
Säsongen är en fortsättning på förra säsongen som avslutades med att Anna och Alex fick en son, Mickan är höggravid och Ove och hans fru Anette försöker skaffa ett andra barn. 

## Produktion
Felix Herngren medverkade inte i manusgruppen för första gången utan ersattes av Josephine Bornebusch då han samtidigt arbetatde med Hundraåringen som klev ut genom fönstret och försvann. Gästskådespelare under säsongen var bland andra  Örjan Ramberg, Magnus Krepper, Björn Granath, E-Type, Leif Silbersky och Carl-Johan De Geer. I säsongen medverkade inte Mona Malm som Alexanders mamma utan karaktären har avlidit, detta efter att hon själv inte längre ville medverka i serien.

## Avsnitt
| Nr i serien | Nr i säsongen | Titel              | Regissör                        | Manus                          | Sändningsdatum   | Tittarsiffror (miljoner) |
| --- | ------------- | ------------------ | ------------------------------- | ------------------------------ | ---------------- | ------------------------ |
| 31 | 1             | "Begravningen"     | Måns Herngren                   | Jesper Harrie, Niclas Carlsson | 20 oktober 2013  | 1,775                    |
| Alex mamma Margareta (Mona Malm) drabbas av en stroke och dör i sömnen och Alex måste planera begravningen. Han vet dock inte hur hans mamma ville ha det då hon varken berättat för honom eller skrivit ett testamente. Samtidigt kommer Annas föräldrar och bror på besök för begravningen, och Annas mamma påstår sig kunna prata med andar - och att Margareta kom till henne och berättade hur hon ville ha det. Enligt Annas mamma ville hon bli kremerad och strödd i havet, något Alex inte riktigt tror på. Han bestämmer sig för att begrava sin mamma bredvid sin far, i en kista. Fredde klarar inte riktigt av att Alex är ledsen och försöker hålla sig borta, vilket Mickan inte uppskattar. Efter begravningen kommer Tord Malmberg fram till Alex och berättar att han förvaltat Margaretas sista önskan, där hon klart och tydligt skrivit att hon vill bli kremerad och strödd i havet - men eftersom Alex vägrat prata med honom så har han trotsat sin mammas sista önskan. Alex får panik och hindrar begravningen för att kunna kremera sin mamma. Fredde beslutar sig för att hjälpa Alex, så de kör ut i hans båt för att sprida Margareta. Olyckligtvis blir Fredde ertappad "onykter" på sjön efter ett tips från Ove och Anette som sett det hela, och de blir bogserade in mot land. Gästskådespelare: Örjan Ramberg |               |                    |                                 |                                |                  |                          |
| 32 | 2             | "Bucket list"      | Måns Herngren                   | Pontus Edgren                  | 27 oktober 2013  | 1,715                    |
| Alex och Anna rensar efter Margareta och Alex hittar i hennes dagbok en så kallad bucket list. Alex blir förvånad då så många saker redan är avbockade av Margareta, saker han inte trodde hon skulle ha gjort, och han känner att även han måste göra något av sitt liv. Han börjar därför själv att göra en lista med saker han vill göra innan han dör, men Anna tycker att han är töntig. Fredde blir medbjuden på jakt av några av topparna i Sveriges näringsliv, men då Fredde vägrar att döda djur vet han inte vad han ska göra. Han blir övertalad av Ludde att ta jägarexamen då man måste jaga för att komma någonstans här i livet enligt honom. Ludde tar med Fredde till sin kompis E-Type som ska ge Fredde en snabbkurs i jakt för en hiskelig summa pengar. Mickan har köpt magnoliaträd från Tyskland inför sin kräftskiva, men olyckligtvis har ett rådjur fått smak för dem, vilket ger träden stora skador. Mickan försöker få Fredde att skjuta rådjuret men han vägrar, så istället anlitar hon Ove som har lång erfarenhet av liknande situationer enligt honom själv. Det enda han kräver som betalning är att han och Anette ska få komma på kräftskivan. Under jakten har Fredde chansen att skjuta ett djur men backar ur och bestämmer sig för att inte jaga mer, och beger sig hemåt. Samtidigt inser Mickan vilket dålig jägare Ove är samtidigt som hon får dåligt samvete över att döda rådjuret så hon bestämmer sig för att sparka Ove och släppa rådjuret som hon har låst in i garaget. I samma stund som hon släpper ut den kommer Fredde körandes och råkar köra över rådjuret. Gästskådespelare: Martin "E-Type" Ericsson |               |                    |                                 |                                |                  |                          |
| 33 | 3             | "Vit månad"        | Hans Ingemansson                | Jesper Harrie                  | 3 november 2013  | 1,645                    |
| Fredde och Mickan får nya grannar som Fredde upplever som hela tiden negativa till allt. Alex och Anna försöker få Anette och Ove sluta lägga sig i deras dop då Ove är ivrig på att bli gudfar. Gästskådespelare: Sten Ljunggren, Björn Granath |               |                    |                                 |                                |                  |                          |
| 34 | 4             | "Pappaledig"       | Hans Ingemansson                | Jesper Harrie, Niclas Carlsson | 10 november 2013 | 1,628                    |
| Mickan vill få Fredde att bli pappaledig. Alex börjar smsa med en mamma från dagiset och Anna och Fredde hjälper honom att sluta deras messande. Gästskådespelare: Jessika Gedin (som sig själv) |               |                    |                                 |                                |                  |                          |
| 35 | 5             | "Missing People"   | Tova Magnusson                  | Josephine Bornebusch           | 17 november 2013 | 1,634                    |
| Annas brorsdotter Wilda (Happy Jankell) bor hos henne några dagar. Victor skaffar en flickvän och Mickan vill få slut på deras relation. Gästskådespelare: Jenny Strömstedt (som sig själv) |               |                    |                                 |                                |                  |                          |
| 36 | 6             | "Fars dag"         | Tova Magnusson                  | Niclas Carlsson                | 24 november 2013 | 1,533                    |
| Anna och Alex gör som Fredde och Mickan och schemalägger sitt samliv. Fredde försöker lära Victor vad en lägenhet är. Gästskådespelare: Hans Ingemansson |               |                    |                                 |                                |                  |                          |
| 37 | 7             | "Porträttet"       | Niclas Carlsson, Felix Herngren | Pontus Edgren                  | 1 december 2013  | 1,656                    |
| Saltsjöbaden har fått inbrott och Ove startar ett medborgargarde för att vakta husen i Solsidan. Det går inte bra och Solsidan drabbas ändå av inbrott. Mickan försöker ge Fredde ett porträtt av honom i födelsedagspresent. Gästskådespelare: Carl Johan De Geer |               |                    |                                 |                                |                  |                          |
| 38 | 8             | "Total bukplastik" | Niclas Carlsson, Felix Herngren | Jesper Harrie                  | 8 december 2013  | 1,598                    |
| Anna funderar på att göra en plastikoperation för att få en platt mage och Mickan tycker det är bra idé. Alex spelar tennis med Ludde då Fredde inte kan spela. |               |                    |                                 |                                |                  |                          |
| 39 | 9             | "Rättegången"      | Måns Herngren                   | Niclas Carlsson                | 15 december 2013 | 1,258                    |
| Anna och Alex blir inbjudan till deras nya väns lantställe på en ö i skärgården. Annas föräldrar passar barnen under tiden och Fredde hamnar inför domstol. Gästskådespelare: Leif Silbersky, Frank Hvam |               |                    |                                 |                                |                  |                          |
| 40 | 10            | "Dopet"            | Måns Herngren                   | Jesper Harrie, Niclas Carlsson | 22 december 2013 | 1,244                    |
| Anna och Alexs son Love ska döpas och Ove är glad över att få bli gudfar. Fredde har fotboja och är förhindrad att gå på dopet men försöker få dispens för att gå ändå, samtidigt som han försöker hålla fotbojan hemlig för alla andra. |               |                    |                                 |                                |                  |                          |